# Stine Ballisager Pedersen
Stine Ballisager Pedersen (født 3. januar 1994) er en dansk fodboldspiller, der spiller forsvar i tyske FC Bayern München i Frauen-Bundesliga og for for Danmarks kvindefodboldlandshold.

## Karriere
Hun begyndte at spille fodbold som seks år gammel. I børneårene og de tidlige ungdomsår spillede hun for Vellev IF. Da hun blev udtaget til U16 i 2009, valgte hun at skifte til en større klub, så hun skiftede først til Team Viborg og senere år til IK Skovbakken. Hun fik debut med Danmarks A-landshold i 2012 i Brasilien mod Brasilien.
Hun blev udtaget til Danmarks trup til EM i fodbold 2017 i Holland. 
Hun blev i juni 2022 også udtaget til A-landstræner Lars Søndergaards endelige trup ved EM i fodbold for kvinder 2022 i England.

## Hæder
- 2013 - Årets talent